# Cinema catástrofe
Cinema catástrofe é um gênero cinematográfico muito popular, que mistura três elementos principais: enredo apocalíptico, apelo melodramático e cenas de ação, de preferência com efeitos especiais que enfatizem o clima de tensão.
O gênero compreende uma mistura de ficção científica e fantasia, permitindo ao roteirista abordar todo e qualquer tema capaz de causar pânico, que vão desde acidentes nucleares, passando por ataques de extraterrestres, colisão com cometas, incêndios, grandes acidentes ou intempéries da natureza, como terremotos, maremotos e erupções vulcânicas. Essa amplitude de assuntos colocou os filmes-catástrofe como um dos preferidos das produções de segunda linha, já que não exigem um roteiro muito original ou orçamentos fabulosos. Contudo, existem exceções. O alemão Roland Emmerich, diretor e roteirista de O Dia Depois de Amanhã, só faz filmes-catástrofe de primeira linha. Alguns destes filmes têm o elenco encabeçado por atores conhecidos do público, como Independence Day, com Bill Pullman, Armageddon, com Bruce Willis, ou Volcano, com Tommy Lee Jones.
O primeiro longa-metragem que pode ser considerado um genuíno filme-catástrofe foi Aeroporto, de 1970, que tinha no elenco Burt Lancaster e Jacqueline Bisset.

## Alguns filmes famosos do gênero
- Aeroporto, 1970
- Aeroporto 75, 1974
- Aeroporto 77, 1977
- Aeroporto 80 - O Concorde, 1979
- Armageddon, 1998
- Asteróide, 1997
- Avalanche, 1978
- Deepwater Horizon, 2016
- O Destino de Poseidon, 1972
- O Dia Depois de Amanhã, 2004
- O Dirigível Hindenburg, 1975
- Fim dos Dias, 1999
- Impacto Profundo, 1998
- Flood, 2007
- Independence Day, 1996
- King Kong, 1933
- Inferno na Torre, 1974
- O Inferno de Dante, 1996
- Marte Ataca!, 1996
- Meteoro, 1979
- Metropolis, 1927
- O Núcleo - Missão ao Centro da Terra, 2003
- O Segredo do Abismo, 1989
- Tempestade, 1998
- Terremoto, 1974
- Titanic, 1997
- Twister, 1996
- Twisters, 2024
- Viagem ao Fundo do Mar, 1961
- Volcano - A Fúria, 1999
- Presságio, 2009
- 2012, 2009
- Poseidon, 2006
- 10.5: Apocalypse, 2006
- Dia da Destruição, 2004
- Destruição Total: O Fim do Mundo, 2005
- Destruição, 2006
- Tsunami - A Fúria do Oceano, 2009
- Impacto (TV), 2009
- O Impossível, 2012
- Pânico no Metrô, 2013
- No Olho do Tornado, 2014
- Terremoto: A Falha de San Andreas, 2015
- Moonfall, 2022